# Thierry Bin
Thierry Chanthacheary Bin (* 1. Juni 1991 in Villepinte, Frankreich) ist ein kambodschanischer Fußballspieler.

## Karriere

### Verein
Das Fußballspielen lernte Thierry Bin in Frankreich in der Jugendmannschaft von Racing Straßburg in Straßburg. Seinen ersten Vertrag unterschrieb er 2008 bei CS Brétigny. Über die unterklassigen französischen Vereine FC Saint-Jean-le-Blanc und FCM Aubervilliers wechselte er 2012 nach Kambodscha. Hier unterschrieb er einen Vertrag bei Phnom Penh Crown. Der Verein aus Phnom Penh spielte in der Ersten Liga, der Cambodian League. Mit dem Verein wurde er 2014 und 2015 kambodschanischer Fußballmeister. Nach 54 Spielen und neun Toren wechselte er 2017 nach Thailand, wo er sich Krabi FC anschloss. Der Club aus Krabi spielte in der Zweiten Liga, der Thai League 2. Nach der Hinserie wurde er an den kambodschanischen Erstligaverein Electricite du Cambodge, der in Phnom Penh beheimatet ist, ausgeliehen. 2018 ging er nach Malaysia, wo er einen Vertrag bei Terengganu FA unterschrieb. Bisher spielte er  50 Mal in der Malaysia Super League, der ersten Liga des Landes. Ende 2019 wechselte er nach Thailand zum Sukhothai FC. Der Verein aus Sukhothai spielte in der ersten Liga, der Thai League. Im Januar wurde sein Vertrag wieder aufgelöst. Ende Januar 2020 ging er wieder nach Malaysia, wo er sich dem Perak FA aus Ipoh anschloss. Der Verein spielt in der ersten Liga, der Malaysia Super League. Nach acht Erstligaspielen wechselte er im Dezember 2020 nach Kambodscha, wo er sich dem Visakha FC anschloss. Mit dem Verein aus Phnom Penh spielte er in der ersten Liga, der Cambodian League.

### Nationalmannschaft
2007 spielte Thierry Bin einmal für sein Geburtsland Frankreich in der  U-17-Nationalmannschaft. 2013 lief er achtmal für die U-23 von Kambodscha auf. Seit 2015 spielt er für die Kambodschanische Fußballnationalmannschaft. Sein Länderspieldebüt gab er am 17. März 2015 in einem WM-Qualifikationsspiel gegen Macau im Macau Olympic Complex in Macau.

## Erfolge
Phnom Penh Crown
- 2014, 2015 – Cambodian League – Meister

Terengganu FA
- 2018 – Malaysia Cup – 2. Platz